# Sherlock Holmes (filme de 2010)
Sherlock Holmes (bra: Sherlock Holmes) é um filme de 2010, de 85 minutos de duração.

## Sinopse
Sherlock Holmes (Ben Syder) e John Watson (Gareth David-Lloyd) são chamados para investigar estranhos aparecimentos de criaturas míticas e absurdas, como polvos gigantes, dinossauros e dragões.